# Zheng Pengfei
Zheng Pengfei (7 de abril de 1993) é um canoísta chinês, medalhista olímpico.

## Carreira
Pengfei conquistou a medalha de prata nos Jogos Olímpicos de Verão de 2020 em Tóquio na prova de C-2 1000 m masculino, ao lado de Liu Hao com o tempo de 3:25.198 minutos.